# Amiel-François Bessière
Amiel-François Bessière (* 28. Dezember 1869 in Saint-Chinian, Département Hérault; † 3. Oktober 1923) war ein französischer Geistlicher und römisch-katholischer Bischof von Constantine-Hippone.

## Leben
Amiel-François Bessière empfing am 29. Juni 1892 das Sakrament der Priesterweihe.
Am 2. Januar 1917 wurde er zum Bischof von Constantine-Hippone ernannt. Die Bischofsweihe spendete ihm am 11. April desselben Jahres der Bischof von Oran, Christophe-Louis Légasse; Mitkonsekratoren waren der Generalsuperior der Weißen Väter, Bischof Léon Livinhac MAfr, und der Weihbischof in Algier, Alexandre Piquemal.
Bischof Bessière blieb bis zu seinem Tod am 3. Oktober 1923 als Bischof im Amt.